# Ceurih Keupula
Ceurih Keupula is een bestuurslaag in het regentschap Pidie van de provincie Atjeh, Indonesië. Ceurih Keupula telt 258 inwoners (volkstelling 2010).